# Університет штату Каліфорнія в Сан-Дієго
Університет штату Каліфорнія в Сан-Дієго (англ. San Diego State University, SDSU) — найбільший університет в районі міста Сан-Дієго, частина системи Університету штату Каліфорнія. 
Він був заснований в 1897 як «Нормальна школа Сан-Дієго» (аналог ПТУ) і є найстарішим вищим навчальним закладом міста. Це третій за віком університет системи і один з найстаріших в штаті. Зараз тут навчається 34 500 студентів всіх рівнів, я число його випускників становить близько 200 тис.